# …Baby One More Time Tour
…Baby One More Time Tour je první koncertní turné americké zpěvačky Britney Spears. Proběhlo na podporu jejího debutového alba ...Baby One More Time. Začalo 28. června 1999 a končilo 15. září 1999. Po dlouhé pauze se znovu rozjelo 8. března 2000 a končilo 20. dubna 2000. Druhá část turné byla pod názvem: (You Drive Me) Crazy Tour. Všechna vystoupení proběhla pouze na území USA a Kanady.

## DVD záznam
Americká televize Fox si natočila záznam 20. dubna 2000 v Honolulu a záběry byly použity v dokumentárním DVD o Britney s názvem Britney Spears: Live and More!, které vyšlo 21. listopadu 2000.

## Seznam písní
1999
1. „(You Drive Me) Crazy“
2. „Soda Pop“
3. „Born to Make You Happy“
4. „From the Bottom of My Broken Heart“
5. „Material Girl“ (Píseň od Madonny)
6. „Black Cat“ (Píseň od Janet Jackson)
7. „Nasty“ (Píseň od Janet Jackson)
8. „The Beat Goes On“
9. „I Will Be There“
10. „Open Arms“ (Píseň od Journey)
11. „Sometimes“
12. „...Baby One More Time“

2000
1. „(You Drive Me) Crazy“
2. „Born to Make You Happy“
3. „I Will Be There“
4. „Don't Let Me Be the Last to Know“
5. „Oops!... I Did It Again“
6. From the Bottom of My Broken Heart
7. „The Beat Goes On“
8. „Sometimes“
9. „...Baby One More Time“

## Seznam vystoupení
| Datum             | Město                        | Stát                   | Místo vystoupení                     |
| ----------------- | ---------------------------- | ---------------------- | ------------------------------------ |
| Severní Amerika   |                              |                        |                                      |
| 28. června 1999   | Pompano Beach, Florida       | Spojené státy americké | Pompano Beach Amphitheatre           |
| 29. června 1999   | Tampa, Florida               | Spojené státy americké | USF Sun Dome                         |
| 1. července 1999  | Atlanta, Georgie             | Spojené státy americké | Atlanta Civic Center                 |
| 2. července 1999  | Myrtle Beach, Jižní Karolína | Spojené státy americké | House of Blues                       |
| 3. července 1999  | Doswell, Virginie            | Spojené státy americké | Paramount Theatre                    |
| 5. července 1999  | Bethel, New York             | Spojené státy americké | Max Yasgur's Farm                    |
| 6. července 1999  | Washington, D.C.             | Spojené státy americké | DAR Constitution Hall                |
| 7. července 1999  | New York                     | Spojené státy americké | Hammerstein Ballroom                 |
| 8. července 1999  | Hershey, Pensylvánie         | Spojené státy americké | Star Pavilion at Hersheypark Stadium |
| 9. července 1999  | Scranton, Pensylvánie        | Spojené státy americké | Montage Mountain Amphitheater        |
| 10. července 1999 | Corfu, New York              | Spojené státy americké | Darien Lake Theme Park Resort        |
| 11. července 1999 | Schenectady, New York        | Spojené státy americké | Proctor's Theatre                    |
| 13. července 1999 | Hamilton                     | Kanada                 | Copps Coliseum                       |
| 14. července 1999 | Toronto                      | Kanada                 | Molson Amphitheatre                  |
| 16. července 1999 | Ottawa                       | Kanada                 | WordPerfect Theatre at Corel Centre  |
| 17. července 1999 | Montréal                     | Kanada                 | Molson Centre                        |
| 20. července 1999 | Winnipeg                     | Kanada                 | Centennial Concert Hall              |
| 21. července 1999 | Saskatoon                    | Kanada                 | Saskatchewan Place                   |
| 22. července 1999 | Edmonton                     | Kanada                 | Skyreach Centre                      |
| 23. července 1999 | Calgary                      | Kanada                 | Canadian Airlines Saddledome         |
| 25. července 1999 | Vancouver                    | Kanada                 | General Motors Place                 |
| 26. července 1999 | Seattle, Washington          | Spojené státy americké | Seattle Center Arena                 |
| 27. července 1999 | Hillsboro, Oregon            | Spojené státy americké | DeMar Batchelor Amphitheater         |
| 29. července 1999 | Oakland, Kalifornie          | Spojené státy americké | Paramount Theatre                    |
| 30. července 1999 | Paso Robles, Kalifornie      | Spojené státy americké | Main Grandstand Arena                |
| 31. července 1999 | Los Angeles, Kalifornie      | Spojené státy americké | Universal Amphitheatre               |
| 3. srpna 1999     | Brighton, Colorado           | Spojené státy americké | Bromley Companies Stage              |
| 4. srpna 1999     | Denver, Colorado             | Spojené státy americké | Paramount Theatre                    |
| 6. srpna 1999     | Arlington, Texas             | Spojené státy americké | AT&T Music Mill Amphitheater         |
| 7. srpna 1999     | Houston, Texas               | Spojené státy americké | Aerial Theater                       |
| 8. srpna 1999     | New Orleans, Louisiana       | Spojené státy americké | Lakefront Arena                      |
| 10. srpna 1999    | Memphis, Tennessee           | Spojené státy americké | Mud Island Amphitheater              |
| 11. srpna 1999    | Nashville, Tennessee         | Spojené státy americké | Grand Ole Opry House                 |
| 13. srpna 1999    | Eureka, Missouri             | Spojené státy americké | Old Glory Amphitheater               |
| 14. srpna 1999    | Omaha, Nebraska              | Spojené státy americké | Ak-sar-Ben                           |
| 15. srpna 1999    | Sioux Falls, Jižní Dakota    | Spojené státy americké | W.H. Lyon Fairgrounds Grandstand     |
| 17. srpna 1999    | Rosemont, Illinois           | Spojené státy americké | Rosemont Theatre                     |
| 18. srpna 1999    | Columbus, Ohio               | Spojené státy americké | Veterans Memorial Auditorium         |
| 19. srpna 1999    | Fairlea, Západní Virginie    | Spojené státy americké | State Fair Event Center              |
| 20. srpna 1999    | Adrian, Michigan             | Spojené státy americké | Lenawee County Fair                  |
| 21. srpna 1999    | Orlando, Florida             | Spojené státy americké | Hard Rock Live                       |
| 25. srpna 1999    | Indianapolis, Indiana        | Spojené státy americké | Egyptian Room                        |
| 26. srpna 1999    | Cleveland, Ohio              | Spojené státy americké | Nautica Stage                        |
| 27. srpna 1999    | Mason, Ohio                  | Spojené státy americké | Timberwolf Amphitheatre              |
| 29. srpna 1999    | Upper Darby, Pensylvánie     | Spojené státy americké | Tower Theatre                        |
| 30. srpna 1999    | Essex Junction, Vermont      | Spojené státy americké | Champlain Valley Fair Grandstand     |
| 1. září 1999      | Boston, Massachusetts        | Spojené státy americké | FleetBoston Pavilion                 |
| 2. září 1999      | Syracuse, New York           | Spojené státy americké | Mohegan Sun Grandstand               |
| 3. září 1999      | Wallingford, Connecticut     | Spojené státy americké | Oakdale Theatre                      |
| 4. září 1999      | Baltimore, Maryland          | Spojené státy americké | Pier 6 Pavilion                      |
| 5. září 1999      | Allentown, Pensylvánie       | Spojené státy americké | Allentown Fairgrounds Grandstand     |
| 10. září 1999     | Salt Lake City, Utah         | Spojené státy americké | Utah State Fair Grandstand           |
| 11. září 1999     | Hutchinson, Kansas           | Spojené státy americké | KSF Grandstand                       |
| 12. září 1999     | Detroit, Michigan            | Spojené státy americké | State Theatre                        |
| 14. září 1999     | Allegan, Michigan            | Spojené státy americké | ACC Grandstand                       |
| 15. září 1999     | York, Pensylvánie            | Spojené státy americké | Grandstand at the York Fair          |
| 8. března 2000    | Pensacola, Florida           | Spojené státy americké | Pensacola Civic Center               |
| 9. března 2000    | Birmingham, Alabama          | Spojené státy americké | BJCC Coliseum                        |
| 10. března 2000   | North Little Rock, Arkansas  | Spojené státy americké | Alltel Arena                         |
| 12. března 2000   | Memphis, Tennessee           | Spojené státy americké | Pyramid Arena                        |
| 13. března 2000   | Louisville, Kentucky         | Spojené státy americké | Freedom Hall                         |
| 14. března 2000   | Auburn Hills, Michigan       | Spojené státy americké | The Palace of Auburn Hills           |
| 15. března 2000   | Cincinnati, Ohio             | Spojené státy americké | Firstar Center                       |
| 19. března 2000   | Grand Rapids, Michigan       | Spojené státy americké | Van Andel Arena                      |
| 20. března 2000   | Moline, Illinois             | Spojené státy americké | The MARK of the Quad Cities          |
| 21. března 2000   | Madison, Wisconsin           | Spojené státy americké | Kohl Center                          |
| 22. března 2000   | Rosemont, Illinois           | Spojené státy americké | Allstate Arena                       |
| 23. března 2000   | Rosemont, Illinois           | Spojené státy americké | Allstate Arena                       |
| 25. března 2000   | Worcester, Massachusetts     | Spojené státy americké | Worcester's Centrum Centre           |
| 26. března 2000   | Baltimore, Maryland          | Spojené státy americké | Baltimore Arena                      |
| 27. března 2000   | Albany, New York             | Spojené státy americké | Pepsi Arena                          |
| 29. března 2000   | Greensboro, Severní Karolína | Spojené státy americké | Greensboro Coliseum                  |
| 31. března 2000   | Tampa, Florida               | Spojené státy americké | Ice Palace                           |
| 1. dubna 2000     | Miami, Florida               | Spojené státy americké | American Airlines Arena              |
| 2. dubna 2000     | Daytona Beach, Florida       | Spojené státy americké | Ocean Center                         |
| 4. dubna 2000     | New Orleans, Louisiana       | Spojené státy americké | New Orleans Arena                    |
| 6. dubna 2000     | Greenville, Jižní Karolína   | Spojené státy americké | BI-LO Center                         |
| 7. dubna 2000     | Roanoke, Virginie            | Spojené státy americké | Roanoke Civic Center                 |
| 8. dubna 2000     | Charleston, Západní Virginie | Spojené státy americké | Charleston Civic Center              |
| 20. dubna 2000    | Honolulu, Havaj              | Spojené státy americké | Hilton Hawaiian Village              |